# Polygala rivinifolia
Polygala rivinifolia är en jungfrulinsväxtart som beskrevs av Chod.. Polygala rivinifolia ingår i släktet jungfrulinssläktet, och familjen jungfrulinsväxter. Inga underarter finns listade i Catalogue of Life.